# Казилина Суд (Фрозиноне)
Казилина Суд је насеље у Италији у округу Фрозиноне, региону Лацио.
Према процени из 2011. у насељу је живело 83 становника. Насеље се налази на надморској висини од 130 м.